# MS Rigel
Az MS Rigel egy norvég hajó volt, melyet 1924-ben építettek a dán fővárosban, Koppenhágában. A hajót a brit Flotta-Légierő (Fleet Air Arm) bombázói süllyesztették el 1944. november 27-én.

## Története
A Rigelt és a Krosnest eredetileg a Bergen Gőzhajó Társaság számára építették. A hajó az Orion csillagkép legfényesebb csillaga, a Rigel után kapta nevét. A Rigelt és a Korsnest a Norvégiát megszálló német hatóságok rekvirálták, hogy Szövetséges hadifoglyokat, német dezertőröket, és a német rendőrség által letartóztatott norvégokat szállítsanak vele.

### Elsüllyesztése
1944. novemberében a norvég hajók két német hajó kíséretében hajóztak, mikor a brit HMS Implacable repülőgép-hordozóról induló Fairey Barracuda bombázók rájuk támadtak. A támadásra valahol a Nordland megyei Sandnessjøentől délre lévő, Rosøya és Tjøtta szigetek között került sor.
A bombatámadás után a Rigel német kapitánya el tudta irányítani a hajót a Rosøya-sziget partjáig, amivel a körülbelül 267 túlélő életét meg is mentette. Az áldozatok száma hivatalosan 2572 fő, melyek nagy része szovjet (2248 fő), lengyel és szerb hadifogoly, de volt köztük hét norvég személy is. Az áldozatok pontos számával kapcsolatban viták folynak, de a becslések szerint 2000 és 4500 fő közöttire tehető az elhunytak száma. A brit kormány elmondása szerint tévesen azt hitték, hogy a hajó német csapatokat szállít, ezért támadták meg azt. Egy 2005-ös dokumentumfilmben a túlélők azt állították, hogy a brit repülőgépek számos túlélőt lelőttek, mikor azok már a mentőcsónakokban tartózkodtak.

### Emlékezete
A Rigel félig elmerült roncsa egészen 1969-ig a helyszínen maradt, mikor a roncsot megsemmisítették, az előkerült holttesteket pedig a Tjøtta szigetén lévő katonai temetőben helyezték végső nyugalomra. A temetőt 1970-ben felszentelték a Rigel áldozatainak emlékére.  A névtelen sírok mellé egy kőkeresztet emeltek a temetőben.
A Pearls Before Swine pszichodelikus folkot játszó amerikai együttes 1970-es albumán, a The Use of Ashes-en szereplő "Riegal" című számát a Rigel története ihlette. 